# Kusokrilci
Staphylinidae (Kornjaši skraćenog pokrilja), porodica kukaca iz reda Coleoptera. Zajedno s porodicama Hydraenidae, Leiodidae, Ptiliidae, Scydmaenidae i Silphidae čini veliku porodicu Staphylinoidea.
Uglavnom žive u šumama i zadržavaju se na mračnim mjestima pod kamenjem, korom drveća i slično. Oni su prirodni neprijatelji raznih štetnika u šumama, kao što su razne gusjenice, ličinke i kukuljice potkornjaka.
Neke vrste, kao Ocypus olens (crni kusokrilac) koji bitava u unutrašnjosti šume jedan je od najvećih vrsta kusokrilaca prirodni neprijatelj većih kukaca. Druga vrsta Staphylinus caesareus upola je manji i zadržava se na osvjetljenijim mjestima nas rubovima šuma. Vrlo sitni kusokrilci Homalota cuspidata i Atheta crassicornis zalaze u hodnike potkornjaka.
Sastoji se od nekoliko stotina rodova.

### Rodovi i potporodice
1. Rod Belonuchus Bordmann, 1837
2. Rod Cafius Stephens, 1829
3. Rod Creophilus
4. Rod Cryptobium
5. Rod Ctenandropus
6. Rod Diochus
7. Rod Gabrius
8. Rod Hadrotes Le Conte, 1861
9. Rod Holocorynus
10. Rod Homoeotarsus Gemminger and Harold, 1868
11. Rod Lathrobium
12. Rod Leptacinus
13. Rod Leurocorynus
14. Rod Lithocharis
15. Rod Medon
16. Rod Nesomedon
17. Rod Ophiomedon
18. Rod Phacophallus
19. Rod Philonthus Stephens, 1829
20. Rod Philothalpus
21. Rod Phlaeopora
22. Rod Psephidonus Gistel
23. Rod Quedius
24. Rod Stenus Latreille
25. Rod Stiliderus
26. Rod Sunius
27. Rod Thinopinus Le Conte, 1852
28. Rod Thyreocephalus
29. Rod Xanthocorynus
30. Rod Xantholinus Serville, 1825
31. Potporodica Aleocharinae Fleming, 1821
32. Potporodica Apateticinae Fauvel, 1895
33. Potporodica Dasycerinae Reitter, 1887
34. Potporodica Empelinae Newton and Thayer, 1992
35. Potporodica Euaesthetinae C. G. Thomson, 1859
36. Potporodica Glypholomatinae Jeannel, 1962
37. Potporodica Habrocerinae Mulsant and Rey, 1877
38. Potporodica Leptotyphlinae Fauvel, 1874
39. Potporodica Megalopsidiinae Leng, 1920
40. Potporodica Micropeplinae Leach, 1815
41. Potporodica Microsilphinae Crowson, 1950
42. Potporodica Neophoninae Fauvel, 1905
43. Potporodica Olisthaerinae C. G. Thomson, 1858
44. Potporodica Omaliinae MacLeay, 1825
45. Potporodica Osoriinae Erichson, 1839
46. Potporodica Oxyporinae Fleming, 1821
47. Potporodica Oxytelinae Fleming, 1821
48. Potporodica Paederinae Fleming, 1821
49. Potporodica Phloeocharinae Erichson, 1839
50. Potporodica Piestinae Erichson, 1839
51. Potporodica Proteininae Erichson, 1839
52. Potporodica Protopselaphinae Newton and Thayer, 1995
53. Potporodica Pselaphinae Latreille, 1802
54. Potporodica Pseudopsinae Ganglbauer, 1895
55. Potporodica Scaphidiinae Latreille, 1807
56. Potporodica Solieriinae Newton and Thayer, 1992
57. Potporodica Staphylininae Latreille, 1802
58. Potporodica Steninae MacLeay, 1825
59. Potporodica Tachyporinae MacLeay, 1825
60. Potporodica Trichophyinae C. G. Thomson, 1858
61. Potporodica Trigonurinae Reiche, 1865